# Cristiano Lucarelli
Cristiano Lucarelli (Livorno, Provincia de Livorno, Italia, 4 de octubre de 1975) es un exfutbolista italiano que se desempeñaba de delantero.

## Trayectoria
Debutó en 1992 con el Cuoiopelli de Santa Croce sull'Arno (Serie D). El año siguiente fue transferido al Perugia, en la Serie C1, que esa temporada ascendió a la Serie B. En 1995 fichó con el Cosenza (Serie B), donde mejoró sus resultados: 15 goles en 32 partidos. En la temporada de Serie B 1996/97 pasó al Padova, confirmando su buen rendimiento (14 tantos en 34 partidos). En 1997 debutó por fin en Serie A, vistiendo la camiseta del Atalanta.
En 1998 se mudó a la Liga española, fichando por el Valencia entrenado por su connacional Claudio Ranieri: su experiencia en la península ibérica (12 partidos disputados y un gol realizado) estuvo condicionada por una grave lesión. Al término de la temporada, después de ganar una Copa del Rey, volvió a Italia. En el verano de 1999 pasó al Lecce, donde se quedó hasta 2001, totalizando 59 partidos y 27 goles. Luego fue contratado por el Torino, donde disputó 56 partidos y marcó 10 goles, de los cuales uno contra la Juventus FC en el Derby della Mole del 14 de octubre de 2001.
En 2003 comenzó a jugar con el equipo de su ciudad natal: el Livorno. En la temporada de Serie B 2003/04 disputó 43 partidos con 29 tantos, rozando así el título de máximo goleador del torneo (que fue ganado por Luca Toni del Palermo). Con Lucarelli el Livorno ascendió a la Serie A, tras 55 años de ausencia. En 2004 el Torino ofreció 4 mil millones de liras al Livorno y mil millones al delantero, ya que su ficha estaba en copropiedad entre estos dos clubes: a pesar de la oferta, Lucarelli decidió permanecer en el club de su corazón. Con sus 24 tantos en 33 partidos, se consagró capocannoniere de la temporada 2004/05. En la temporada 2005/06 realizó 19 goles. La temporada siguiente el Livorno participó por la primera vez en su historia en las copas europeas, superando la primera ronda y la fase de grupos de la Copa de la UEFA; Lucarelli totalizó 5 goles en este torneo y 20 en la Serie A. Dejó el Livorno tras cuatro temporadas, con un total de 158 presencias y 101 goles.
El 13 de julio de 2007 fue contratado por el Shakhtar Donetsk ucraniano, con el que debutó en la Copa de Europa, marcando contra Celtic, Milan y Benfica. En enero de 2008 firmó por el Parma; al término de la temporada decidió quedarse en este club, pese al descenso a la Serie B. En la temporada siguiente jugó seis meses con el brazalete de capitán. El 15 de julio de 2009 el Livorno, recién ascendido otra vez a la Serie A, oficializó la vuelta de Lucarelli con la fórmula del préstamo por un año. Terminado el contrato con el Livorno, el Parma lo cedió a préstamo con opción de compra al Napoli, solicitado por el técnico Walter Mazzarri. Su debut con la camiseta azzurra se produjo ante la Fiorentina, sustituyendo a Lavezzi. Durante el segundo partido jugado, contra el Utrecht neerlandés en Europa League, padeció una lesión en el ligamento cruzado anterior de la rodilla izquierda, que lo alejó de las canchas por cuatro meses: regresó el 18 de enero de 2011, en el encuentro de Copa de Italia frente al Bologna. Logró su primer y único gol en el Olímpico de Turín contra la Juventus. El 15 de julio fue confirmado por el presidente napolitano De Laurentiis por un año más: durante la temporada 2011/12 jugó 3 partidos, concluyendo su carrera en el Napoli ganador de la Copa de Italia.

## Selección nacional
Ha sido internacional con la selección de Italia. En la categoría sub-21 jugó 10 partidos anotando igual número de goles, entre 1996 y 1997. Con la selección olímpica participó en los Juegos Olímpicos de Atlanta 1996; el año siguiente ganó los Juegos Mediterráneos con la Sub-23.
Su debut en la Selección mayor fue tarde, a los 29 años, cuando fue convocado por Lippi para un amistoso contra Serbia y Montenegro. Salió del banquillo y marcó a los ocho minutos de la conclusión del partido lo que sirvió para que Italia, con diez hombres, empatase el partido.

### Participaciones en Juegos Olímpicos
| Copa                             | Sede    | Resultado    | Partidos | Goles |
| -------------------------------- | ------- | ------------ | -------- | ----- |
| Juegos Olímpicos de Atlanta 1996 | Atlanta | Primera fase | 2        | 0     |

## Estadísticas

### Como jugador

#### Clubes
| Cuoiopelli · Italia |               |               |     |     |    |   |    |     |     |      |      |
| 4.ª | 1992-93       | 28            | 5   | 0   | 0  | - | -  | 28  | 5   | 0,17 |      |
| Total club | Total club    | 28            | 5   | 0   | 0  | - | -  | 28  | 5   | 0,17 |      |
| Cuoiopelli · Italia |               |               |     |     |    |   |    |     |     |      |      |
| 3.ª | 1993-94       | 2             | 0   | 0   | 0  | - | -  | 2   | 0   | 0,00 |      |
| 2.ª | 1994-95       | 5             | 0   | 0   | 0  | - | -  | 5   | 0   | 0,00 |      |
| Total club | Total club    | 7             | 0   | 0   | 0  | - | -  | 7   | 0   | 0,00 |      |
| Cosenza · Italia |               |               |     |     |    |   |    |     |     |      |      |
| 2.ª | 1995-96       | 32            | 5   | 0   | 0  | - | -  | 32  | 5   | 0,15 |      |
| Total club | Total club    | 32            | 5   | 0   | 0  | - | -  | 32  | 5   | 0,15 |      |
| Padova · Italia |               |               |     |     |    |   |    |     |     |      |      |
| 2.ª | 1996-97       | 32            | 5   | 1   | 0  | - | -  | 33  | 5   | 0,15 |      |
| Total club | Total club    | 32            | 5   | 0   | 0  | - | -  | 33  | 5   | 0,15 |      |
| Atalanta · Italia |               |               |     |     |    |   |    |     |     |      |      |
| 1.ª | 1997-98       | 26            | 5   | 4   | 1  | - | -  | 30  | 6   | 0,20 |      |
| Total club | Total club    | 26            | 5   | 4   | 1  | - | -  | 30  | 6   | 0,20 |      |
| Valencia · España |               |               |     |     |    |   |    |     |     |      |      |
| 1.ª | 1998-99       | 12            | 1   | 0   | 0  | 7 | 2  | 19  | 3   | 0,15 |      |
| Total club | Total club    | 12            | 1   | 0   | 0  | 7 | 2  | 19  | 3   | 0,15 |      |
| Lecce · Italia |               |               |     |     |    |   |    |     |     |      |      |
| 1.ª | 1999-00       | 30            | 15  | 3   | 2  | - | -  | 33  | 17  | 0,51 |      |
| 1.ª | 2000-01       | 29            | 12  | 4   | 2  | - | -  | 33  | 14  | 0,42 |      |
| Total club | Total club    | 59            | 27  | 7   | 4  | - | -  | 66  | 31  | 0,46 |      |
| Torino · Italia |               |               |     |     |    |   |    |     |     |      |      |
| 1.ª | 2001-02       | 30            | 9   | 0   | 0  | - | -  | 30  | 9   | 0,30 |      |
| 1.ª | 2002-03       | 26            | 1   | 2   | 0  | 4 | 1  | 32  | 2   | 0,09 |      |
| Total club | Total club    | 56            | 10  | 2   | 0  | 4 | 1  | 62  | 11  | 0,17 |      |
| Livorno · Italia |               |               |     |     |    |   |    |     |     |      |      |
| 2.ª | 2003-04       | 41            | 29  | 1   | 0  | - | -  | 42  | 29  | 0,69 |      |
| 1.ª | 2004-05       | 35            | 24  | 4   | 1  | - | -  | 39  | 25  | 0,64 |      |
| 1.ª | 2005-06       | 36            | 19  | 3   | 3  | - | -  | 39  | 22  | 0,56 |      |
| 1.ª | 2006-07       | 34            | 20  | 1   | 0  | 7 | 5  | 42  | 25  | 0,59 |      |
| Total club | Total club    | 146           | 92  | 9   | 4  | 7 | 5  | 162 | 101 | 0,63 |      |
| Shajtar Donetsk Ucrania |               |               |     |     |    |   |    |     |     |      |      |
| 1.ª | 2007-08       | 12            | 4   | -   | -  | 9 | 4  | 21  | 8   | 0,38 |      |
| Total club | Total club    | 12            | 4   | -   | -  | 9 | 4  | 21  | 8   | 0,38 |      |
| Parma · Italia |               |               |     |     |    |   |    |     |     |      |      |
| 1.ª | 2008          | 16            | 4   | 0   | 0  | - | -  | 16  | 4   | 0,25 |      |
| 1.ª | 2008-09       | 29            | 12  | 0   | 0  | - | -  | 29  | 12  | 0,43 |      |
| Total club | Total club    | 45            | 16  | 0   | 0  | - | -  | 45  | 16  | 0,35 |      |
| Livorno · Italia |               |               |     |     |    |   |    |     |     |      |      |
| 1.ª | 2009-10       | 28            | 10  | 2   | 0  | - | -  | 30  | 10  | 0,33 |      |
| Total club | Total club    | 28            | 10  | 2   | 0  | - | -  | 30  | 10  | 0,33 |      |
| Napoli · Italia |               |               |     |     |    |   |    |     |     |      |      |
| 1.ª | 2010-11       | 9             | 1   | 1   | 0  | 1 | 0  | 11  | 1   | 0,09 |      |
| 1.ª | 2011-12       | 3             | 0   | 0   | 0  | 0 | 0  | 3   | 0   | 0,00 |      |
| Total club | Total club    | 12            | 1   | 1   | 0  | 1 | 0  | 14  | 1   | 0,07 |      |
| Total carrera | Total carrera | Total carrera | 497 | 200 | 26 | 9 | 28 | 12  | 551 | 221  | 0,40 |
| (1) Incluye datos de Copa Italia (1992-1998; 1999-2007; 2008-2012), Copa del Rey (1998-1999). (2) Incluye datos de Copa Intertoto (1998; 2002), Europa League (1998-1999; 2010-2011) Champions League (2007-2008; 2011-2012). (3) No incluye goles en partidos amistosos. |               |               |     |     |    |   |    |     |     |      |      |

#### Selección nacional
| Selección            | Año                  | Amistosos | Amistosos | Clasificación Eurocopa | Clasificación Eurocopa | Juegos Mediterráneos | Juegos Mediterráneos | Juegos Olímpicos | Juegos Olímpicos | Total | Total | Media goleadora |
| Selección            | Año                  | PJ        | G         | PJ                     | G                      | PJ                   | G                    | PJ               | G                | PJ    | G     | Media goleadora |
| -------------------- | -------------------- | --------- | --------- | ---------------------- | ---------------------- | -------------------- | -------------------- | ---------------- | ---------------- | ----- | ----- | --------------- |
| Olímpica · Italia    | 1996                 | -         | -         | -                      | -                      | -                    | -                    | 2                | 0                | 2     | 0     | 0,00            |
| Olímpica · Italia    | Total                | -         | -         | -                      | -                      | -                    | -                    | 2                | 0                | 2     | 0     | 0,00            |
| Sub-21 · Italia      | 1996                 | -         | -         | -                      | -                      | -                    | -                    | -                | -                | ?     | ?     | ?               |
| Sub-21 · Italia      | 1997                 | -         | -         | -                      | -                      | -                    | -                    | -                | -                | ?     | ?     | ?               |
| Sub-21 · Italia      | Total                | -         | -         | -                      | -                      | -                    | -                    | -                | -                | 12    | 10    | 1,00            |
| Sub-23 · Italia      | 1997                 | -         | -         | -                      | -                      | 2                    | 0                    | -                | -                | 2     | 0     | 0,00            |
| Sub-23 · Italia      | Total                | -         | -         | -                      | -                      | 2                    | 0                    | -                | -                | 2     | 0     | 0,00            |
| Absoluta · Italia    | 2005                 | 2         | 1         | -                      | -                      | -                    | -                    | -                | -                | 2     | 1     | 0,50            |
| Absoluta · Italia    | 2006                 | 1         | 0         | -                      | -                      | -                    | -                    | -                | -                | 1     | 0     | 0,00            |
| Absoluta · Italia    | 2007                 | 1         | 2         | 2                      | 0                      | -                    | -                    | -                | -                | 3     | 1     | 0,33            |
| Absoluta · Italia    | Total                | 4         | 3         | 2                      | 0                      | -                    | -                    | -                | -                | 6     | 3     | 0,50            |
| Total en Selecciones | Total en Selecciones |           |           | 2                      | 0                      | 2                    | 0                    | 2                | 0                | 22    | 13    | 0,59            |

#### Resumen estadístico
|                       | Partidos | Goles | Promedio |
| --------------------- | -------- | ----- | -------- |
| Liga                  | 497      | 200   | 0,40     |
| Copas nacionales      | 26       | 9     | 0,34     |
| Copas internacionales | 28       | 12    | 0,42     |
| Selección de Italia   | 22       | 13    | 0,59     |
| Total                 | 573      | 234   | 0,40     |

### Como entrenador

#### Formativas
| Club  | País   | Año       |
| ----- | ------ | --------- |
| Parma | Italia | 2012-2013 |

#### Profesional
| Club              | País   | Año       |
| ----------------- | ------ | --------- |
| Perugia           | Italia | 2013      |
| Esperia Viareggio | Italia | 2013-2014 |
| Pistoiese         | Italia | 2014-2015 |
| Tuttocuoio        | Italia | 2015-2016 |
| Messina           | Italia | 2016-2017 |
| Catania           | Italia | 2017-2018 |
| Livorno           | Italia | 2018      |
| Catania           | Italia | 2019-2020 |
| Ternana           | Italia | 2020-2022 |
| Ternana           | Italia | 2023-Act. |

## Palmarés

### Como jugador

#### Títulos nacionales
| Título         | Club     | País   | Año  |
| -------------- | -------- | ------ | ---- |
| Serie C1       | Perugia  | Italia | 1994 |
| Copa del Rey   | Valencia | España | 1999 |
| Copa de Italia | Napoli   | Italia | 2012 |

#### Títulos internacionales
| Título               | Club*         | Sede     | Año  |
| -------------------- | ------------- | -------- | ---- |
| Juegos Mediterráneos | Italia Sub-23 | Bari     | 1997 |
| Copa Intertoto       | Valencia      | Valencia | 1998 |

(*) Incluyendo la selección

#### Otros logros
| Logro             | Club    | País   | Año     |
| ----------------- | ------- | ------ | ------- |
| Ascenso a Serie A | Livorno | Italia | 2003-04 |

### Como entrenador

#### Títulos nacionales
| Título                     | Club  | País   | Año  |
| -------------------------- | ----- | ------ | ---- |
| Campeonato Nacional Sub-17 | Parma | Italia | 2013 |
| Súpercopa Allevi           | Parma | Italia | 2013 |

### Distinciones individuales
| Distinción                              | Año  |
| --------------------------------------- | ---- |
| Capocannoniere de la Serie A (24 goles) | 2005 |

## Vida personal
El jugador es famoso entre los aficionados y grupos de hinchas de izquierda por su ideología comunista, llegando a renunciar aparte de su sueldo con la finalidad de jugar en el club de su ciudad natal, el Livorno. En un partido ante la sub-21 de Moldavia, tras marcar un gol, se quitó la camiseta azzurra para mostrar a las cámaras de televisión, en riguroso directo, la que llevaba debajo: una con la efigie del Che Guevara.
Su hermano menor, Alessandro, también es futbolista: los dos jugaron juntos en Livorno y Parma.